# Mari Alkatiri
Mari bim Amude Alkatiri (26 de noviembre de 1949) fue el primer primer ministro de Timor Oriental desde su independencia de Indonesia en 2002 y hasta 2006 y nuevamente desde 2017 hasta 2018. 
Formó parte del Gobierno de Timor Leste desde antes de su declaración unilateral de independencia en 1975.
El día 7 de diciembre de 1975 volaba, junto a la mayoría del gobierno, rumbo a Lisboa, cuando el ejército indonesio invadió Timor Leste a sangre y fuego. Aterrizaron sin conocer la noticia, ni la situación. Fue informado por el periodista de RTVE, Alfonso Diez, que le aguardaba a pie de escalerilla para recibirle. Mari Alkatiri tuvo que ser quien diera la primera terrible noticia de la invasión a sus compañeros de gobierno.
Antes de entrar en la política fue topógrafo.
Vivió en el exilio en Angola y Mozambique durante la ocupación del país por los indonesios. Poco después decidió regresar clandestinamente a su tierra y ponerse al frente de la resistencia contra el ejército del dictador indonesio, Suharto.
Se mantuvo en el cargo hasta su renuncia, el 26 de junio de 2006, a consecuencia de la crisis instaurada en el país con frecuentes episodios de violencia callejera, ante los que tuvo que intervenir una delegación del ejército australiano.